# Porque te vas
Singles de Jeanette
Soy rebelde
(1971) Il me plait bien ton frère
(1976)
Pistes de Porque te vas
Palabras, promesas Qué le han hecho a mi canción, mama
Porque te vas est une chanson espagnole composée en 1974 par José Luis Perales (chez Hispavox / Polydor). Elle est interprétée initialement par la chanteuse hispano-britannique Jeanette. Son succès considérable va de pair avec celui du film Cría cuervos dont elle est le thème musical.  

## Histoire
La chanson est connue sous le titre Porque te vas qui signifie « Parce que tu pars », alors que l'orthographe initiale est « Por qué te vas » (ou « ¿Por qué te vas? »), qui se traduit par « Pourquoi pars-tu ? ».
Elle est enregistrée en 1974 en Espagne par Jeanette, alors âgée de 23 ans. Elle est basée sur une rythmique proche du reggae, ponctuée de cymbales et d'un accompagnement de cuivres (trompettes). Cette chanson d'amour ne connaît initialement qu'un discret succès, limité au marché espagnol.
Tout change deux ans plus tard lorsque sort Cría cuervos de Carlos Saura, film dont elle est le thème musical. La chanson est au centre d'une scène du film et on la retrouve dans le générique de fin. Le film est sélectionné et récompensé à Cannes, aux Césars, aux Golden Globes, etc. Franco est mort l'année précédente, une Espagne nouvelle éclot et Porque te vas en est l'étendard. Le titre connait un énorme succès international. Le 45 tours, distribué en France par Polydor, est en tête des ventes pendant les mois d'août et septembre 1976.
Pour la version française du film, Jeanette a enregistré une nouvelle chanson, en français, Pourquoi tu vis ? avec des paroles au sens très différent de celui de la chanson d'amour initiale.
Après Porque te vas, Jeanette ne rencontre plus de grands succès internationaux, elle continue, jusqu’aux années 1990, à chanter en Espagne, en Amérique latine et, dans une moindre mesure, en France.

## Reprises
José Luis Perales, l'auteur de la chanson, l'a lui-même enregistrée, d'abord dans une version classique, puis dans une version plus moderne avec le groupe espagnol la Oreja de Van Gogh.

### En France
Porque te vas est reprise par Don Nino, par Sabine Paturel et, en 1988, par le groupe Chihuahua du label Boucherie Productions. En 1995, Ysa Ferrer l'interprète dans son album D'essences naturelles. En 1997, Magic Malik, en fait le morceau final de son 1er album HWI Project. Puis Salam Aleikum en propose une version acoustique flûte/piano. En 1999, Nina Morato la rebaptise Tout a changé et la chante sur des rythmes world, pour son album Moderato. 
En 2000, l'ancienne star du porno, Laure Sainclair, interprète sans succès Pourquoi tu pars ?. En 2004, le groupe de reggae français Kinkeliba l'adapte également dans sa version française. En 2006, Andrea Lindsay la reprend sur son disque La Belle Étoile. En 2010, le groupe Suarez propose le titre dans son album L'indécideur. En 2011, Arielle Dombasle en fait le premier single de son album Diva Latina. La même année, il est repris par le groupe Peppermoon.
En 2019, la chanson est reprise par la chanteuse française Clio dans son album Déjà Venise (titre no 6).
En 2020, la chanson est reprise par l'acteur/chanteur espagnol Agustin Galiana.

### À l'étranger
La chanson, sous divers titres, est interprétée par de nombreux chanteur(se)s et groupes de par le monde. En 2012, la Canadienne Elizabeth Shepherd propose, avec Pourquoi tu vis, une version jazz, en français, dans son album de reprises Rewind. En 2013, le groupe belge Vive la fête la reprend également. On la retrouve en Espagne évidemment, chantée par José Luis Perales, puis en 2006 par le duo Los Super Elegantes. En langue espagnole toujours, au Mexique cette fois, elle est interprétée par le groupe féminin Aurora et en Argentine par Attaque 77, un groupe de punk/rock. 
En 1978, la chanteuse brésilienne Lilian Knapp (pt) en enregistre une version portugaise intitulée Eu sem você. En 1996, au Brésil toujours, un groupe de pop-rock, Pato Fu, la fait figurer sur son album Tem Mas Acabou. Il y a également plusieurs versions anglaises dont une par Jack Lucien et une japonaise par Kahimi Karie.
On ne saurait citer toutes les versions, tous les interprètes, tous les pays (URSS, Allemagne, Inde, etc.). En 2010, Porque te vas entre, à la 43e place, dans la liste des « 200 meilleures chansons du pop-rock espagnol » établie par le magazine Rolling Stone.

### Autres médias
En 2005, Porque te vas sert de générique minisérie Trois Femmes… un soir d'été sur France 2.[réf. nécessaire]
En 2008, une société de production télévisuelle argentine, Landia, l'utilise dans un spot publicitaire pour Toyota Puerto Rico. il a un retentissement considérable, les Portoricains cherchent la version originale de la chanson et son chanteur(se). La vidéo publicitaire met en scène un ours polaire transplanté dans une ville.[réf. nécessaire]
La version polonaise du titre, chantée par Maja Lidia Kossakowska, est un sujet récurrent dans la tétralogie littéraire de Jarosław Grzędowicz Le Seigneur du Jardin de Glace et dans le jeu vidéo afférent.[réf. nécessaire]